# Liu Ou
Liu Ou (chinesisch 劉鷗 / 刘鸥, Pinyin Liú Ōu; * 13. November 1986 in Zhanjiang) ist eine ehemalige chinesische Synchronschwimmerin.

## Erfolge
Liu Ou gehörte ab 2005 zur chinesischen Nationalmannschaft im Synchronschwimmen. Ihr gelang ihr erster internationaler Erfolg bei den Asienspielen 2006 in Doha, bei denen sie in der Mannschaftskonkurrenz die Goldmedaille gewann. Die Chinesinnen setzten sich dabei mit 96,584 Punkten vor den Mannschaften Japans und Nordkoreas durch. Zwei Jahre später gab Liu in Peking ihr Debüt bei Olympischen Spielen. Sowohl im technischen als auch im freien Programm erzielten die Chinesinnen das drittbeste Resultat hinter den späteren Olympiasiegerinnen aus Russland und der spanischen Équipe, womit Liu gemeinsam mit Gu Beibei, Jiang Tingting, Jiang Wenwen, Luo Xi, Sun Qiuting, Wang Na, Zhang Xiaohuan und Huang Xuechen die Bronzemedaille gewann. Bei den Weltmeisterschaften 2009 in Rom gewann Liu mit der Mannschaft in der Kombination die Silbermedaille hinter Spanien. Im technischen und auch im freien Programm belegten die Chinesinnen jeweils hinter Russland und Spanien den dritten Platz.
Die Asienspiele 2010 in Guangzhou verliefen für Liu noch erfolgreicher als die Spiele 2006 in Doha. Im Mannschaftswettkampf siegten die Chinesinnen erneut vor Japan und Nordkorea, womit sie ihren Goldmedaillengewinn wiederholten. Darüber hinaus sicherten sie sich auch in der Kombination die Goldmedaille. Gleich vier Medaillen gewann Liu im Rahmen der Weltmeisterschaften 2011 in Shanghai. Im technischen Programm des Duetts erreichte sie mit ihrer Partnerin Huang Xuechen hinter dem russischen Duo Natalja Ischtschenko und Swetlana Romaschina ebenso den zweiten Platz wie in den drei Konkurrenzen mit der Mannschaft. In der Kombination, im technischen Programm und im freien Programm schlossen die Chinesinnen den Wettbewerb hinter Russland als Zweite ab.
Bei den Olympischen Spielen 2012 in London trat Liu in zwei Wettbewerben an. Im Duett war erneut Huan Xuechen ihre Partnerin. Sie schlossen die Qualifikation mit 192,810 Punkten hinter den Russinnen Ischtschenko und Romaschina als Zweite ab, hielten diese Platzierung im Finale jedoch nicht. Zwar verbesserten sie ihre eigene Wertung auf 192,870 Punkte, doch die Spanierinnen Ona Carbonell und Andrea Fuentes erhielten mit 192,900 Punkten eine knapp bessere Wertung. Während Ischtschenko und Romaschina Olympiasiegerinnen wurden, ging die Silbermedaille an Carbonell und Fuentes und die Bronzemedaille an Liu und Huang. Im Wettbewerb mit der Mannschaft erzielte sie zusammen mit Chang Si, Chen Xiaojun, Huang Xuechen, Jiang Tingting, Jiang Wenwen, Luo Xi, Wu Yiwen und Sun Wenyan sowohl in der technischen Übung als auch in der Kür jeweils das zweitbeste Resultat, womit die Chinesinnen auch die Gesamtwertung mit 194,010 Punkten als Zweite abschlossen und hinter den Olympiasiegerinnen aus Russland die Silbermedaillen gewannen. Auf dem dritten Podestplatz folgte die spanische Mannschaft.
Liu beendete 2013 ihre aktive Karriere und begann im Anschluss als Trainerin für die Santa Clara Aquamaids in den Vereinigten Staaten zu arbeiten.